# Jacob van Campen
Pour les articles homonymes, voir van Campen.
Jacob van Campen, né le 2 février 1596 à Haarlem et mort le 13 septembre 1657 à Amersfoort, est un architecte et artiste-peintre néerlandais. Il est l'un des plus importants architectes classiques de l'Histoire des Pays-Bas.

## Biographie
Jacob van Campen naît d’une famille aisée le 2 février 1596. C'est à Haarlem, sa ville natale, qu'il passe sa jeunesse. Il fait partie de la noblesse, et c’est surtout comme passe-temps qu’il commence à peindre. En 1614, il devient membre de la guilde de Saint-Luc. Il est l'élève du peintre Frans De Grebber.
Après un séjour en Italie de 1617 à 1624, il retourne aux Pays-Bas, où il combine les idées d’Andrea Palladio, Vincenzo Scamozzi et l’architecture classique de Vitruve, avec la construction en briques typiquement néerlandaise ; cela donne naissance au classicisme hollandais, un style architectural qui allait constituer une source d’inspiration bien au-delà des frontières du pays.
Van Campen est l’ami de Constantin Huygens ; ensemble, ils dessinent les plans de la nouvelle maison de ce dernier. Van Campen, même après sa mort, influencera fortement Jean-Maurice de Nassau-Siegen, l’auteur des jardins de Clèves, et le Grand Électeur à Berlin (Frédéric Guillaume Ier de Brandebourg désirera coûte que coûte posséder un livre que van Campen avait écrit). L’hôtel de ville et le palais municipal de Potsdam sont par ailleurs basés sur des idées de van Campen. 
Van Campen travaille aussi bien en tant qu’architecte que comme peintre et concepteur de programmes de décoration, par exemple pour les orgues de l’église d’Alkmaar. Son art exercera également une influence sur la sculpture. Il est assisté dans son travail par Pieter Post, Daniël Stalpaert, Matthias Withoos, Philips Vingboons, Artus Quellinus, Tielman Van Gameren et Rombout Verhulst.
Après une longue carrière, Jacob van Campen meurt près d’Amersfoort, dans une maison de campagne du quartier de Randenbroek qu’il avait héritée de sa mère. Il y avait apporté lui-même des transformations, et c’est Caesar Van Everdingen qui en avait assuré la décoration. Bien que van Campen n’ait jamais été marié, il avait eu un fils. C'est à cause de cela que, lors de ses funérailles, une querelle éclata, au point que l’on en vint aux mains et qu’un certain nombre des personnes impliquées durent comparaître en justice.

## Projets
Van Campen se montrait sélectif au sujet des projets qui lui étaient soumis. Ses œuvres les plus connues sont :
- La Mauritshuis à La Haye (1633).
- Le Théâtre de Van Campen (Schouwburg van Van Campen, 1638), réalisé sur le modèle du Teatro Olimpico à Vicence. Le nouvel hôtel de ville d'Amsterdam en 1668 (actuel Palais royal – Paleis op de Dam –, construit de 1648 à 1665)

Le nouvel hôtel de ville d'Amsterdam en 1668 (actuel Palais royal – Paleis op de Dam –, construit de 1648 à 1665)

  - Il s’agit du premier théâtre municipal d’Amsterdam.
- Le Palais royal (Paleis op de Dam), à Amsterdam, ancien hôtel de ville.
  - C’est en 1647 que le nom de van Campen est cité pour la première fois au sujet de la construction d’un nouvel hôtel de ville, qui devait être un édifice parfait, aux mesures parfaites, avec des proportions parfaites, et délivrant au spectateur un message parfait. Sa force se situe dans ses proportions solides et la décoration très sobre. Les critiques prirent en grippe l’entrée simple – sans escaliers – à même la chaussée. La construction de ce bâtiment sur un sous-sol spongieux est cependant un véritable tour de force. Pas moins de 13 659 pilotis le soutiennent. Durant la construction de l’édifice, van Campen habitait dans l’auberge la plus chère de la Kalverstraat et ses dépenses étaient à l’avenant. En 1654, avant que la construction n'ait été achevée, il s’en alla en claquant la porte, probablement à cause d'un différend au sujet des plans des voûtes en berceau. Daniël Stalpaert, qui avait été nommé architecte de la ville dès 1648, l’emporta, et acheva le projet mais, selon certains, avec des solutions moins esthétiques. Terminé en 1665, le bâtiment abrite aujourd’hui les services de la ville, la Wisselbank, l'arsenal, le tribunal et même la prison[1].

- (?) La transformation de la maison où Rembrandt vécut entre 1639 et 1658 – la Rembrandthuis – sur la Jodenbreestraat au centre d’Amsterdam, et les plans du château de Drakensteyn (situé à Lage Vuursche, dans la commune néerlandaise de Baarn) pourraient également être de sa main.

Outre des maisons et des palais, van Campen conçut également un certain nombre d’églises, notamment à Renswoude et Hooge Zwaluwe, et la Nieuwe Kerk (la « Nouvelle Église ») à Haarlem. De celle-ci, Pieter Saenredam réalisa pas moins de trois peintures et huit gravures.
Van Campen réalisa aussi des portes et des tours, entre autres pour la Westerkerk (l'« Église de l'Ouest ») et la Nieuwe Kerk (la « Nouvelle Église »), l'une et l'autre à Amsterdam.
On conserve également quelques-uns de ses tableaux, ainsi que sa décoration de l'Oranjezaal du palais Huis ten Bosch à La Haye, qui sont un peu apparentés à ceux de Paulus Bor, l’un des fondateurs des Bentvueghels.

## Peintures
- Le Jugement dernier, (s.d.), St. Joriskerk, Amersfoort ;
- Mercure, Argos et Io, années 1630, Mauritshuis, La Haye ;
- Double portrait de Constantijn Huygens et de Suzanna van Baerle, (v.1635), huile sur toile, 95 × 78,5 cm, Mauritshuis, La Haye ;
- Constantijn Huygens junior, musée Teyler, Haarlem.